# Маріанна Корнетті
Маріанна Корнетті (англ. Marianne Cornetti; Батлер, США) — американська оперна співачка (меццо-сопрано). Навчалася у Мангеттенській школі музики, Цинциннатському університеті та брала уроки вокалу в Доді Протеро.